# Полудень, XXII сторіччя
Полудень, XXII сторіччя (рос. Полдень, XXII век) — науково-фантастична повість (у деяких джерелах роман) російських радянських письменників Аркадія і Бориса Стругацьких. Твір фактично є збіркою оповідань, об'єднаних у 4 глави, об'єднаних низкою спільних героїв. Повість написана у 1959—1960 роках, та уперше опублікована в дещо скороченому вигляді в 1961 році під назвою «Повернення (Полудень, ХХІІ століття)» (рос. Возвращение (Полдень, XXII век) в журналі «Урал». Повість займає центральне місце в циклі творів Стругацьких про далеке майбутнє Землі. Саме за її назвою світ майбутнього, описаний у творах братів Стругацьких, називають «Світ Полудня».

## Літературні та художні особливості
Зі слів самих авторів повісті, «Полудень, XXII сторіччя» написаний як реакція на роман Івана Єфремова «Туманність Андромеди», оскільки, на їх думку, в світі цього роману майбутнє комуністичне суспільство виглядало досить холодним і населеним неживими персонажами, з відсутніми емоціями та людяністю. Назва повісті є результатом полеміки авторів із романом американської письменниці Андре Нортон «Світанок у 2250 році від Р.Х.», і початковий варіант назви «Повернення (Полудень, ХХІІ століття)» пізніше, після переробки повісті в середині 60-х років ХХ століття, був замінений на «Полудень, XXII сторіччя». Світ Полудня зображений як справжнє комуністичне суспільство, в якому перемога комуністичного устрою разом із технологічними досягненнями ХХІ—початку ХХІІ століття дали змогу вирішити на Землі проблему виснаження природних ресурсів та позбавили людства необхідності фізичної праці. Майбутнє в романі побудовано на культі логіки, неймовірних відкриттів та героїчних особистостей, а можливі конфлікти в цьому суспільстві зводяться до пошуку способів оптимізації життя. У повісті наводиться прообраз Вікіпедії — Всесвітній Інформаторій, який також виконував роль адресної і телефонної книги, щоправда, на відміну від сучасного світу в мережу Інформаторія можна було зайти лише зі спеціального приміщення, а не з будь-якої квартири або точки доступу до мережі Інтернет. У повісті помітна утопічність, яка зумовлена тим, що на час написання повісті брати Стругацькі ще вірили у можливість побудови комуністичного суспільства, що пов'язано із настанням у часи написання повісті хрущовської відлиги, зокрема в повісті згадуються пам'ятники героям Великої Революції, у якій легко вгадується Жовтнева революція. Важливою особливістю повісті, яка простежується й у інших творах циклу «Світу Полудня», є опис виховання та освіти підростаючого покоління. У майбутньому, описаному авторами повісті, діти з 5—6 років виховуються у спеціальних школах-інтернатах, і вчитель для них є не менш важливою особою в житті, ніж батьки. Відбір учителів проводиться дуже ретельно, ними стають лише дуже високопрофесійні та підготовлені особи. У процесі навчання важливе місце займає професійна орієнтація молоді, для чого кожна молода людина проходить ретельне медико-психологічне обстеження, на основі якого їй дається рекомендація для подальшої професійної діяльності. Помилка під час проходження такого обстеження вважається дуже серйозним проступком, оскільки це може призвести до дуже серйозних наслідків для даної особи. Майбутнє людське суспільство ХХІІ століття технократичне, планетою керує Світова Рада — вищий законодавчий та виконавчий орган людства, до складу якого входять найвідоміші вчені, філософи, історики, причому 60 % місць у Раді віддали вчителям і лікарям. Світова Рада переважно розглядає глобальні питання, а питання місцевого значення вона передає на розгляд місцевим регіональним радам.

## Опис повісті
Повість складається з чотирьох глав, у кожну з яких входить від 2 до 8 оповідань, кожне з яких можна розглядати як окремий закінчений твір. У деяких виданнях повісті можуть бути відсутніми ряд оповідань, зокрема «Скатерка-самобранка». Ряд оповідань писались як самостійні оповідання, і пізніше, після незначної переробки, також включені авторами до складу повісті.

### Майже такі ж

#### Ніч на Марсі
В оповіданні йдеться про групу лікарів та супровідних спеціалістів обслуговуючого персоналу, які поспішають до породіллі, яка має народити першу дитину на Марсі. Хоча Марс уже тривалий час освоюється землянами, проте на ньому збереглися представники агресивної фауни, у тому числі літаюча п'явка, природні умови та стан поверхні планети також ще не стали сприятливими для перебування на ній людей. Усі ці фактори ускладнюють пересування лікарів та їхніх супровідників по планеті, проте їхня подорож завершується вдало, й вони встигають до породіллі, яка народжує здорового хлопчика.

#### Майже такі ж
В оповіданні розповідається про групу курсантів різних факультетів Вищої школи космогації, яка готує пілотів, штурманів та інших спеціалістів. На фоні навчання в академії описується побут курсантів, їхнє перше кохання, а також їхнє невпинне бажання до подвигів у освоєнні глибокого космосу, незважаючи навіть на можливі проблеми зі здоров'ям, які можуть виникнути при цьому.

### Повернення

#### Перестарок
Оповідання розпочинається з появи невідомого планетольота в атмосфері Землі, який рухається за незрозумілою траєкторією та збиває всі об'єкти на шляху свого польоту. Пізніше, після посадки космічного корабля, виявляється, що це повернувся на Землю планетоліт «Таймир», запущений у космос понад 100 років тому, проте на ньому повернулося лише двоє космонавтів.

#### Зловмисники
В оповіданні йдеться про чотирьох учнів Аньюдинської школи-інтернату, які пізніше стають героями низки інших творів Стругацьких. Учні задумали втечу з інтернату, щоб після перельоту на космічному кораблі біляземного сполучення приєднатися до дослідників Венери. Проте їхній учитель інтуїтивним шляхом дізнається про цей план, і завдяки своїм неймовірним педагогічним здібностям запобігає цій втечі.

#### Хроніка
Оповідання містить коротке повідомлення про визнання в 2021 році всього екіпажу зорельота «Таймир» загиблим під час першої міжзоряної експедиції в результаті катастрофи у 2017 році.

#### Двоє з «Таймиру»
В оповіданні Євген Славін, лікар, який повернувся на Землю на зорельоті «Таймир» у 2119 році, відвідує в санаторії для важко хворих на Уралі другого члена експедиції, який повернувся на Землю через понад 100 років після вильоту з рідної планети, Сергія Кондратьєва. Славін переконує Кондратьєва у його швидкому виздоровленні за допомогою новітніх знань та умінь землян ХХІІ століття. Люди ХХІІ століття пояснили зореплавцям із ХХІ століття причину катастрофи їхнього корабля, розказали, що під час підльоту до Землі вони розбили великий телескоп, проте зрозуміли, що це сталося в зв'язку із відсутністю у складі екіпажу зорельоту професійних пілотів. Євген Славін також повідомляє Кондратьєву, що він має намір написати книгу про політ «Таймира», а також познайомився з молодою дівчиною-мовознавцем.

#### Саморушні дороги
В оповіданні Олександра Кондратьєва виписали із санаторію. Він відмовляється від пропозиції Славіна та його дівчини провести вечір разом із ними, і вирішує зробити собі екскурсію по місту майбутнього. У місті він не побачив вулиць, а лише доріжки, місцями посипані піском, а також звернув увагу на велику кількість зелених насаджень. Він вирішує проїхатись по саморушній дорозі, яка оперізує увесь світ та якою теоретично можна доїхати до будь-якого місця на континентах Землі. Дорогою Кондратьєв знайомиться із групою вчених, до складу яких входить одна з членів Світової Ради, які мають найближчим часом вилетіти на Венеру, щоб вирішити питання про можливість продовження подальшої колонізації цієї планети.

#### Скатерка-самобранка
Євген Славін поселяється із своєю новою знайомою в заміському будинку. Він повідомляє їй, що є першою людиною, яка народилась на Марсі. Щоб полегшити процес приготування їжі, молодята замовляють універсальну кухонну машину для приготування їжі та миття посуду. Машина прибуває до них, проте під час приготування їжі, навіть згідно інструкції, в них виникають серйозні труднощі. Запрошений сусід-технік виявляє, що молодятам випадково доставили не кухонну машину, а універсальну пральну машину із вбудованою функцією прасування та дрібного ремонту одягу.

#### Повернення
Олександр Кондратьєв, один із двох поверненців з «Таймиру», не має роботи на Землі ХХІІ століття, йому заборонено за станом здоров'я покидати планету, і майже цілими днями він шукає собі роботу. Одного дня до нього приходить незнайомець, який представляється Леонідом Горбовським. Він розповідає про себе, що також є космонавтом, і йому таки вдалось висадитися на тій планеті, яка не підкорилась членам екіпажу «Таймиру», й де загинули кілька членів екіпажу цього зорельота. Він також розповідає Кондратьєву, що найбільшим його професійним зацікавленням є пошук слідів, залишених зореплавцями інших цивілізацій на планетах інших зоряних систем або їх супутниках. У кінці розмови Горбовський запросив до квартири Кондратьєва океанолога на прізвище Званцев, який запропонував Кондратьєву місце в океанській охороні на посаді пастуха китових стад. Кондратьєв із радістю приймає запрошення на роботу.

### Облаштована планета

#### Томлення духу
Олександр Костилін, випускник Аньюдинської школи, який під час навчання разом із сусідами по кімнаті мріяв утекти на Венеру, працює на велетенській тваринницькій фермі, та задоволений роботою. До нього в гості прибуває колишній сусід по кімнаті в школі Поль Гнєдих, який ніяк не може знайти свого місця в житті, та змінив уже кілька місць роботи, а також страждає від нерозділеного кохання. Олександр пропонує Полю залишитись працювати на фермі, проте Поль, який звик до постійної зміни місця роботи і проживання, погоджується на це лише після тривалих роздумів.

#### Десантники
В оповіданні йдеться про дослідження планети Владислава та її супутників, які найімовірніше мають штучне походження та побудовані високорозвиненою іншопланетною цивілізацією, експедицією під загальним керівництвом Леоніда Горбовського. Члени експедиції мають намір висадитися на поверхню планети, на якій імовірно є життя, хоча відповідно до складу її атмосфери, воно значно відрізняється від земного. Молодий біолог Сидоров, якому дали кличку «Атос», який також є випускником Аньюдинської школи, просить дозволу включити його до групи висадки на поверхню планети, оскільки він має особисто провести дослідження поверхні планети. Експедиція закінчується невдачею. Хоча всі члени експедиції повертаються на корабель живими, при висадці молодий біолог робить ризикований експеримент і отримує серйозні травми, а також пошкоджує цінну апаратуру, що майже унеможливлює отримання результатів досліджень.

#### Глибокий пошук
Олександр Кондратьєв уже тривалий час працює на Тихому океані пастухом китових стад. Він патрулює океанські простори на батискафі, захищаючи китів від акул та гігантських кальмарів, закохується у свою напарницю — японку Акіко, та повністю задоволений своєю новою роботою.

#### Загадка задньої ноги
Євген Славін вирішує стати журналістом. Випадково він помічає групу спотворених кібернетичних механізмів, та вирішує дізнатися їхнє походження. Колеги-журналісти радять йому поїхати в австралійський кібернетичний центр у Джакої. У цьому центрі під керівництвом професора Ломби створений Колектор Розсіяної Інформації, який може моделювати як історичні події минулого, так і картини минулого в доісторичний період нашої планети. Паралельно головний кібернетичний мозок центру отримав завдання опрацювати проблему Буриданового віслюка. У ході пошуків причини появи спотворених кібернетичних механізмів виявляється, що вони з'явились у результаті невдалого жарту молодих програмістів центру, які ввели в програму кібернетичного мозку інформацію, що віслюк має сім лап замість чотирьох, після чого кібернетичний мозок розпочав створювати такі спотворені кібернетичні механізми.

#### Свічки перед пультом
Старий океанолог професор Окада смертельно хворий. Його помістили в новітній науково-дослідний інститут біля Новосибірська, де мають записати всі сигнали його мозку для пізнішого відновлення особистості професора вже в електронному вигляді для подальшого відтворення її та можливо хоча б кібернетичного безмертя людини. До професора прибувають його співробітники, щоб передати йому інформацію про новітні дані експериментів, які професор чекав близько 20 років. Експеримент завершується досить вдало — понад 98 % сигналів мозку Окади вдається записати. Проте співробітники прибувають до професора запізно, і не встигають повідомити йому цю інформацію, оскільки професор помирає якраз за кілька хвилин до того, як їх допустили до нього.

#### Природознавство у світі духів
В оповіданні фізики всієї планети працюють над пошуком підтвердження існування паралельних світів. Для підтвердження їх існування розроблена теорія взаємопроникних енергетичних полів, які можуть проникати в суміжні простори. Для їх виявлення Інститут Фізики Простору, який займається розробкою цієї теорії, запрошує для експерименту велику кількість офіційно зареєстрованих рідерів — людей, які вміють читати думки інших людей. Для проведення експериментів рідерів ізолюють у спеціальних приміщеннях, які екранують більшість видів електромагнітних хвиль для того, щоб їм було легше вловити ймовірні взаємопроникні між різними паралельними просторами електромагнітні поля. Проте експеримент завершується нічим, рідери тривалий час не можуть ні підтвердити, ні спростувати наявність таких полів.

#### Про блукаючих та подорожніх
Головний герой оповідання разом із дочкою вивчають септоподів — мутованих та ймовірно розумних восьминогів. Під час дослідження вони знайомляться із астроархеологом Горбовським, який відпочиває на Землі після тривалої експедиції. Астроархеолог, після розповідей героя та його дочки про їх заняття, висловлює думку, що людство саме може бути об'єктом спостереження з боку іншої високорозвинутої цивілізації, на підтвердження цього Горбовський розповів, що в космосі він чув так званий «голос порожнечі» — звуки невідомого походження, а після повернення на Землю Горбовський виявив, що він став джерелом радіохвиль із довжиною 6,083 метра. 

#### Облаштована планета
Земна експедиція працює на планеті Леоніда із дуже сприятливими для людей кліматом і атмосферою та відсутністю хвороботворних мікроорганізмів. На поверхні дослідники виявляють дивні прямокутні будівлі без вікон та дверей. За деякий час люди з'ясовують зникнення частини їжі та приладів, а також частини одягу. Також люди виявляють та вимушено вбивають велетенську істоту, обстеживши яку, виявляють, що в її залозах зовнішньої секреції міститься тягуча речовина, за складом близька до земного меду. Надалі людям повертають загублені речі та їжу якісь невідомі істоти, які літають на велетенських птахах. Леонід Горбовський на підставі цих фактів робить висновок, що на цій планеті живе біологічна цивілізація, яка не розвиває техніку, проте вміє керувати гігантськими птахами та вирощувати медоносних велетнів.

### Якими ви будете

#### Поразка
Михайло Сидоров, один із колишніх випускників Аньюдинської школи, разом із двома молодшими помічниками, відбуває на найпівнічніший з Курильських островів Шумшу для випробувань новітньої техніки — ембріомеханічного модуля, який називають Яйцем, що є зародком, який може перетворитися в будь-яку необхідну для дослідників інших планет конструкцію, наприклад житловий модуль або герметичний купол. Проте випробування зазнають невдачі, оскільки під місцем розгортання ембріомеханічного пристрою виявляється склад артилерійських снарядів часів Другої світової війни, які здетонували від нагрівання під час розгортання модуля. Після детонування снарядів ембріомеханічний модуль повністю зруйнувався. Проте, незважаючи на невдачу, Сидоров налаштований на продовження подальших досліджень.

#### Побачення
Відомий космічний мисливець Поль Гнєдих прибуває на землю відвідати музей космозоології в Кейптауні. Там він зустрічається зі своїм колишнім однокласником Олександром Костиліним. Гнєдих вирішує зробити собі екскурсію по музею. Під час огляду експозиції він пригадує свої іншопланетні трофеї. Зупинившись біля одного із своїх колишніх трофеїв, добутого на планеті з дуже агресивною атмосферою та бідним тваринним світом — чотирируку трипалу істоту. Пригадуючи історію здобуття цього трофею, Поль Гнєдих ніяк не може позбутися думки, що він випадково підстрелив і пізніше привіз на землю космольотчика з іншої невідомої зоряної системи.

#### Якими ви будете
Троє зорельотчиків з різних кораблів — Олександр Кондратьєв, Євген Славін та Леонід Горбовський — зібрались порибалити на березі океану. Леонід Горбовський роздумує про те, якого великого розвитку людство досягло протягом останніх століть. Далі Горбовський розповідає, що під час одного із космічних перельотів йому вдалось зустрітися із земним космольотчиком із майбутнього, який допоміг своїм далеким предкам справитися із труднощами, які виникли під час польоту. У кінці оповідання Горбовський та Славін висловлюються про велетенський потенціал людства, яке вступило в нову фазу свого розвитку.

## Переклади
Українською мовою повість «Полудень, XXII сторіччя» не перекладалась. У 1963 році повість перекладена французькою мовою під назвою «Les revenants des étoiles». У 1964 році повість перекладена румунською мовою під назвою «Întoarcerea». У 1968 році повість перекладена естонською мовою під назвою «Tagasitulek». У 1972 році повість перекладена литовською мовою під назвою «Vidurdienis, XXII amžius». У 1978 році перекладена англійською мовою під назвою «Noon: 22nd Century». У 1980 році повість перекладена чеською мовою під назвою «Poledne, XXII. století». У 2001 році повість перекладена польською мовою під назвою «Południe, XXII wiek». У 2013 році перекладена німецькою мовою під назвою «Mittag, 22. Jahrhundert». Частина оповідань з повісті перекладені болгарською мовою, та опубліковані в 2011 році у збірці фантастики «ФантАstika 2010-11» під назвою «Пладне. ХХІІ век».